# Xylanura oregonensis
Genre
Espèce
Xylanura oregonensis, unique représentant du genre Xylanura, est une espèce de collemboles de la famille des Neanuridae.

## Distribution
Cette espèce est endémique d'Oregon aux États-Unis.

## Étymologie
Son nom d'espèce, composé de oregon et du suffixe latin -ensis, « qui vit dans, qui habite », lui a été donné en référence au lieu de sa découverte, l'Oregon.

## Publication originale
- Smolis, 2011 : Xylanura oregonensis, a new genus and species of saproxylic springtail (Collembola: Neanuridae: Neanurinae) from North America, with a key to genera of the tribe Neanurini. Pan-Pacific Entomologist, vol. 87, no 1, p. 15-26.